# Willibald Schmaus
Willibald Schmaus (Viena, 16 de juny de 1912 - 27 d'abril de 1979) fou un futbolista austríac de la dècada de 1930.
Fou internacional amb Àustria, amb la qual participà en la Copa del Món de 1934. Després de l'annexió d'Àustria per Alemanya, jugà amb la selecció germana i participà en la Copa del Món de 1938. Pel que fa a clubs, jugà al First Vienna FC 1894.